# 9383 Монтелімар
9383 Монтелімар (9383 Montélimar) — астероїд головного поясу, відкритий 9 жовтня 1993 року.
Тіссеранів параметр щодо Юпітера — 3,216.